# Lista över akronymer i videoteknik
Detta är en lista med akronymer som berör området TV och videoteknik.

## Format
- BD (Blu-ray Disc)
- DVD (Digital Versatile Disc)
- HD DVD (High-Definition DVD)
- HVD (Holographic Versatile Disc)
- S-VHS (Super Video Home System)
- VHS (Video Home System)
- VHS-C (Video Home System Compact)

## Sändningar
- DMB (Digital Multimedia Broadcasting)
- DTT (digital terrestrial television)
- DVB (Digital Video Broadcasting)
- DVB-C (Digital Video Broadcasting - Cable)
- DVB-CPCM (Digital Video Broadcasting - Content Protection and Content Management)
- DVB-H (Digital Video Broadcasting - Handheld)
- DVB-IPTV (Digital Video Broadcasting - Internet Protocol television)
- DVB-S (Digital Video Broadcasting - Satellite)
- DVB-T (Digital Video Broadcasting - Terrestrial)
- FTB (Fukui Television Broadcasting)
- ISDB (Integrated Services Digital Broadcasting)
- S-DMB (satellite Digital Multimedia Broadcasting)
- TBC (Tonga Broadcasting Commission)
- T-DMB (terrestrial Digital Multimedia Broadcasting)

## Övrigt
- ATSC (Advanced Television Systems Committee)
- HDTV (high-definition television)
- MPEG (Moving Picture Experts Group)
- NTSC (National Television System Committee)
- PAL (Phase Alternating Line)
- SECAM (Séquentiel Couleur à Mémoire)
- VSM (video self-modeling)
- VTR (video tape recorder)